# Tambet Tuisk
Tambet Tuisk, né le 23 mai 1976 , est un acteur estonien.

## Filmographie partielle
- 2002 : Pääsemine (court-métrage) : Boriss
- 2006 : Ohtlik lend (et) (série télévisée, un épisode) : Madis
- 2007 : Südameasjad
- 2008 : Mina olin siin. Esimene arest
- 2008 : Detsembrikuumus
- 2009 : Kelgukoerad (série télévisée, deux épisodes)
- 2010 : Poll de Chris Kraus : Schnaps
- 2011 : Idioot
- 2012 : Deemonid : Joko
- 2014 : Riigivargad (et)
- 2014 : Nullpunkt (et) : Gunnar Post
- 2014 : Moi et Kaminski : Kaminski jeune
- 2016 : Nong Hak : Jakob
- 2017 : Sur les traces du passé (Leanders letzte Reise) de Nick Baker-Monteys : Lew